# Alsópéterfa
Alsópéterfa (németül: Unterpetersdorf, gradistyeiül: Dolnji Petrštof, horvátul: Donji Petrštof) Haracsony mezőváros része, egykor önálló község Ausztriában, Burgenland tartományban, a Felsőpulyai járásban.

## Fekvése
Felsőpulyától 12 km-re északra a Soproni-hegység közelében fekszik.

## Története
1245-ben a szomszédos Bogyoszló (ma Sopronkeresztúr) határjárásakor Usque domum Petri alakban említik először. 1376-ban Poss. Petrik, 1415-ben Terra nobilium de Petry, 1431-ben Poss. Petri néven szerepel a korabeli írott forrásokban. A 17. századtól az Esterházy család birtoka. Nevének előtagját a 18. század elején a kaboldi uradalomhoz tartozó Felsőpéterfától történő megkülönböztetésül kapta.
Vályi András szerint „Alsó Péterfalva. Német falu Sopron Vármegyében, földes Ura H. Eszterházy Uraság, lakosai katolikusok, fekszik Harkához közel, Sopronhoz is 1 3/8 mértföldnyire, síkos határja két nyomásbéli, szőlei közönségesek, erdője van, vagyonnyai középszerűek.”
Fényes Elek szerint „Alsó-Péterfa, Unter-Petersdorf, német falu, Sopron vgyében, Sopronhoz délre 1 1/2 mfd., egy dombon, 413 kath. lak. A majorsági birtok nem közöltetett; a lakosok birnak 230 h. szántóföldet, 51 h. rétet, 40 h. szőlőt, 116 h. irtást. Erdőt csak az uraság bir. Patakja 2 malmot forgat. Birja h. Eszterházy.”
1910-ben 539, túlnyomórészt német lakosa volt. A trianoni békeszerződésig Sopron vármegye Soproni járásához tartozott. 1921-ben a trianoni és saint-germaini békeszerződések értelmében Ausztria része lett.

## Híres emberek
Itt született 1893. szeptember 1-én Reuter Ágoston festőművész, grafikus, pedagógus, főiskolai tanár, tanszékvezető, a középiskolai rajzoktatás országos felügyelője, a Képzőművészeti Főiskola rajzmódszertani tanszékének újjászervezője; a Művészetszemlélet című folyóirat megindítója, kiadója és szerkesztője, Az én múzeumom-sorozat megalapítója.

## Külső hivatkozások
- Haracsony hivatalos oldala